# Richard Pulteney
Richard Pulteney ( 17 de febrero de 1730 - 13 de octubre de 1801) fue un médico, farmacéutico, zoólogo, y botánico británico. Era hijo del inconformista Samuel Pulteney. Fue a la Escuela de Gramática en Loughborough; y luego fue como aprendiz de farmacéutico. Durante su formación se trasladó con su maestro a Mountsorrel. Luego ejerció como cirujano y boticario en Leicester.
Estudió medicina en Edimburgo, obteniendo su doctorado en 1764 con una tesis titulada Dissertatio ... de Cinchona officinali Linnaei sive cortice Peruviano, etc. Ejerció la medicina en Leicester, Londres, y luego a Blandford, Dorset.
Firmó la primera biografía del genial Carlos Linneo (1707-1778), A General View of the writings of Linnæus. (Londres, 1781, reeditada en 1802). Traducido al francés por Aubin-Louis Millin de Grandmaison (1759-1818) en 1789 bajo el título Revue générale des écrits de Linné. Ouvrage dans lequel on trouve les anecdotes les plus intéressantes de sa vie privée, un abrégé de ses systèmes et de ses ouvrages, un extrait de ses aménités académiques (editado por Buisson, París). Pulteney también publicó Historical and biographical Sketches of the progress of Botany in England, from its origin to the introduction of the Linnæan System (deux volumes, Londres, 1790), Catalogues of the Birds, Shells, and some of the more rare Plants of Dorsetshire, from the new ... edition of Mr. Hutchins’s history of that county (Londres, 1799).
A la edad de 71 años, murió en 1801 de neumonía.

## Honores
- Miembro de la Royal Society, electo el 25 de noviembre de 1762
- Cofundador de la Sociedad Linneana de Londres, donde legó su biblioteca y sus colecciones de especímenes. Su herbario se encuentra ahora en el Museo Británico.

### Epónimos
Género
- (Leguminosae) Pultenaea Sm.[1]

## Algunas publicaciones

### EnPhilosophical Transactions
- An Acount of some of the more rare English Plants observed in Leicestershire. In: Philosophical Transactions. Tomo 49, pp. 803-866, 1757 gallica.bnf.fr
- A catalogue of some of the more rare plants found in the neighbourhood of Leicester, Loughborough and in Charley Forest. En: Philosophical Transactions. Tomo 49, pp. 866, 1757
- In The Case of a Man, Whose Heart Was Found Enlarged to a Very Uncommon Size. In: Philosophical Transactions. Vol. 52, 1761/1762
- A Letter from Richard Pulteney, M.D. F.R.S. to William Watson, M.D. F.R.S. concerning the Medicinal Effects of a Poisonous Plant Exhibited Instead of the Water Parsnep. En: Philosophical Transactions. Vol. 62, 1772
- An Account of Baptisms, Marriages, and Burials, during Forty Years, in the Parish of Blandford Forum, Dorset. En: Philosophical Transactions. Vol. 68, 1778

#### Primeras ediciones
- Dissertatio medica inauguralis, de Cinchona officinali Linnaei; sive cortice peruviano... Edinburg, 1764
- A general view of the writings of Linnaeus. Londres, 1781
- Historical and biographical sketches of the progress of botany in England: from its origin to the introduction of the Linnaean system. Londres, 1790 - 3 vols.
- The history and description of a minute epiphyllous lycoperdon growing on the leaves of the Anemone nemorosa. Londres, 1794
- Catalogues of the Birds, Shells, and some of the more rare Plants of Dorsetshire. Londres, 1799
- Observations on the economiocal use of the Ranunculus aquatilis with introductory remarks on the acrimonious and poisonous quality of some of the English species of that genus. Londres, 1800

#### Ediciones en alemán
- D.Richard Pulteney's Geschichte der Botanik bis auf die neueren Zeiten, mit besondrer Rücksicht auf England. Für Kenner und Dilettanten. Leipzig, 1798 - Traductor: Karl Gottlob Kühn

## Abreviatura (zoología)
La abreviatura Pulteney  se emplea para indicar a Richard Pulteney como autoridad en la descripción y taxonomía en zoología.